# 成纪故城遗址
成纪故城遗址位於甘肃省静宁县治平乡刘河村与李店镇五方河村、王沟村交界处。1993年3月，公布为第五批甘肃省文物保护单位，2013年3月5日公布为第七批全国重点文物保护单位。

## 概况
遗址东西长约600米，南北宽约560米。因长期受河水冲刷，遗址五分之二的面积变为河滩地，损毁严重。
遗址西北方和东北方向尚残存城墙490米左右，多为宋代夯筑。城墙底宽3-5米，残高1.5-3米，夯土版筑，内含大量瓦砾。
成纪故城遗址叠压在下方的齐家文化和仰韶文化遗址上，遗址内外散布着大量秦代至宋代的瓦片、瓦当和陶器碎片等遗物。